# Hyponeuma dubia
Hyponeuma dubia là một loài bướm đêm trong họ Noctuidae.